# لومبینگتال
لومبینگتال (به آلمانی: Lobmingtal) یک منطقهٔ مسکونی در اتریش است که در مورتال واقع شده‌است. لومبینگتال ۵۴٫۳۸ کیلومتر مربع مساحت دارد ۶۱۴ متر بالاتر از سطح دریا واقع شده‌است.